# حسن محسوم
حسن محسوم (أو حسن مخدوم)، المعروف أيضًا باسم أبو محمد التركستاني، يعتبر زعيم ومؤسس الحزب الإسلامي التركستاني، الذي يشتبه أنه مرتبط بتنظيم القاعدة. قتل بالرصاص في 2 أكتوبر 2003 من قبل الجيش الباكستاني.

## سيرته
انخرط حسن في الحزب الإسلامي التركستاني في وقت مبكر في حياته، اعتقل في أكتوبر 1993 من قبل الشرطة الصينية، وحكم عليه بالسجن لمدة ثلاث سنوات. هرب من الصين في عام 1997 إلى مكة، وانضم إلى طالبان وعاش في أفغانستان وباكستان؛ قيل إنه اجتمع مع أسامة بن لادن، وعرض عليه مساعدات مالية للحركة الإسلامية في تركستان الشرقية.
في عام 2014 أصدر الحزب التركستاني الإسلامي في سوريا شريط فيديو بعنوان «طوبى للغرباء». في الفيديو الثاني من السلسلة شرح فيه أبو رضا التركستاني تاريخ تأسيس الحزب الإسلامي التركستاني بواسطة حسن محسوم والمهاجرين التركستانيين عندما هاجروا إلى المناطق التي تسيطر عليها طالبان، وبايعوا الملا عمر وتأسست المنظمة.
كما زعيم الحزب عبد الله منصور مقالا عن الزعيم حسن مخدوم في الطبعة الثانية من مجلة «تركستان الإسلامية». في عام 2015 نشر الحزب الإسلامي التركستاني صورة تظهر زعماء «القاعدة» أيمن الظواهري وأسامة بن لادن مجتمعين مع حسن محسوم.

## مقتله
أكد مسؤولون أميركيون وصينيون وباكستانيون أن محسوم قتل بالرصاص في هجوم من قبل الجيش الباكستاني على معسكر تابع لتنظيم القاعدة في جنوب وزيرستان قرب الحدود مع أفغانستان في 2 أكتوبر 2003.

## وصلات خارجية
- وفاة حسن محسوم رئيس حركة تركستان الشرقية الإسلامية
- الصينية الإرهابية قتل من قبل الجيش الباكستاني نسخة محفوظة 4 سبتمبر 2004 على موقع واي باك مشين.
- الصين-باكستان مناورات عسكرية
- الأيوغور الانفصاليين ينفون علاقتهم بطالبان والقاعدة